# Último Assalto
Último Assalto é um romance gráfico brasileiro escrito por Daniel Esteves e desenhado por Alex Rodrigues, publicado pela Zapata Edições em 2019.
O livro conta a história de Kevin Silva, um jovem negro talentoso e esforçado que treina em uma academia simples, em São Paulo. Ao mesmo tempo em que precisa cuidar de um parente doente e sobreviver com falta de dinheiro, ainda sofre com a desconfiança das pessoas por ter ficado internado na Fundação CASA, instituição onde adolescentes com até 18 anos incompletos que tenham cometido crimes ficam em reclusão até, no máximo, atingirem 21 anos. Tudo fica ainda mais complicado quando um amigo da época em que Kevin cometia crimes reaparece com algumas propostas ilegais.
Os autores desenvolveram diversos temas sociais no livro, usando o boxe como metáfora da desigualdade social, especialmente pelo fato de que Kevin, mesmo sendo um lutador acima da média, sofre diversos obstáculos comuns aos jovens da periferia, como preconceito, subemprego e exploração dos poderosos.
Último Assalto foi financiado pelo Programa de Ação Cultural (ProAc) da Secretaria da Cultura do Governo do Estado de São Paulo e teve seu lançamento realizado durante a 1ª PerifaCon, evento de cultura pop realizado em Capão Redondo, na região sudoeste do município de São Paulo.
Em 2020, Último Assalto ganhou o Troféu HQ Mix de melhor publicação independente edição única e seu roteirista, Daniel Esteves, ganhou como melhor roteirista nacional, empatado com Fefê Torquato.